# Le Vernet (Alta Loira)
Le Vernet è un comune francese di 36 abitanti situato nel dipartimento dell'Alta Loira della regione dell'Alvernia-Rodano-Alpi.

## Società

### Evoluzione demografica
Abitanti censiti